# Томислав Карагеоргиевич
Принц Томислав Карагеоргиевич (серб. Томислав Карађорђевић / Tomislav Karađorđević), также известный как Томислав Югославский (19 января 1928, Белград — 12 июля 2000, Топола) — сын короля Югославии Александра I Карагеоргиевича и Марии Югославской, младший брат наследника престола, будущего короля Петра II. Приходился родственником Филиппу, герцогу Эдинбургскому.

## Биография

### Ранние годы
Томислав Карагеоргиевич родился 19 января 1928 года в праздник Богоявления (согласно юлианскому календарю Сербской православной церкви) в 1:00 ночи. Он был вторым сыном короля Югославии Александра I Карагеоргиевича (1888—1934) и королевы Марии (1900—1961), второй дочери румынского короля Фердинанда I (1865—1927) и Марии Эдинбургской (1875—1938). Крещён 25 января в Новом дворце Белграда. Крёстным стал британский король Георг V (представлен британским послом Кеннардом). Крещение прошло в воде, взятой из рек Вардар и Дунай и Адриатического моря. Имя ребёнку дали в честь хорватского короля Томислава.
Своё обучение принц Томислав начал в Белградском дворце, но с 1937 года учился в Великобритании в школе Сэндройд. С 1941 года он проживал в Великобритании после того, как королевская семья покинула оккупированную Югославию. Он учился в школе Аундл и Клэр-колледже при университете Кембриджа. После гибели своего отца Александра в 1934 году Томислав стал де-факто наследным принцем, поскольку трон должен был занять Пётр II после завершения регентства кронпринца Павла. Антигерманский переворот 27 марта 1941 года, вызванный стремлением Павла сблизиться со странами «оси», и последовавшая Апрельская война привели к тому, что вся королевская семья вынуждена была покинуть Югославию (Югославия капитулировала 17 апреля).

### Жизнь в изгнании
Оккупационная власть Югославии продержалась всего четыре года: марионеточные режимы усташей в Хорватии, недичевцев в Сербии, болгарских властей в Македонии, проитальянского домобранства в Словении и албанцев в Косово пали под ударами НОАЮ, поддерживаемой западными союзниками и СССР. Изначальные симпатии монархистов к югославским четникам растаяли к середине войны после обнародования доказательств сотрудничества четников с нацистами. В 1944 году соглашение Тито — Шубашича позволило создать Временное правительство Демократической Федеративной Югославии, куда входили как республиканцы — сторонники коммунистической власти, так и монархисты. 7 марта 1945 года было создано правительство с Иваном Шубашичем как министром иностранных дел, и последующие свободные выборы показали, что народ поддержит коммунистическую власть в новой стране. 29 ноября 1945 года Пётр II отрёкся от престола и признал законными власть СФРЮ, также ему было запрещено возвращаться на родину, хотя он остался претендентом на югославский трон в случае восстановления монархии.
Вся югославская семья вынуждена была остаться в Великобритании. Томислав посвятил свою жизнь сельскому хозяйству и выращиванию фруктов. Он получил образование в сельскохозяйственном колледже, работал летом в полях в Кенте. В 1950 году он купил ферму в Кирдфорде недалеко от Петуорта в Западном Сассексе и занялся выращиванием яблок. На 80 гектарах участка Томислава Карагеоргиевича росло 17 тысяч яблонь. Помимо этого, принц Томислав занимался благотворительностью и помогал сербской общине Великобритании и Сербской православной церкви. Так, им была основана Церковь Святого Лазаря в Бурнвилле, где он женился на своей второй супруге Линде Бонней в 1982 году.

### Возвращение в Югославию
В 1992 году Томислав Карагеоргиевич первым из членов королевской семьи вернулся в Сербию как часть Союзной Республики Югославии и обосновался в комплексе на холме Опленац; долгое время он считался единственным членом королевской семьи, обосновавшимся в Югославии. Несколько раз Томислав Карагеоргиевич вместе со своей супругой принцессой Линдой встречался с солдатами ВС Республики Сербской и ВС Республики Сербская Краина, оказывая моральную помощь солдатам и призывая их сражаться для восстановления территориального и национального единства Сербии. Были предложения короновать Томислава в качестве монарха сербской части Боснии и Герцеговины, но этому воспротивились политические силы из других лагерей. Освещение Томислава Карагеоргиевича СМИ резко уменьшилось после того, как он обвинил президента Югославии Слободана Милошевича в предательстве Республики Сербская Краина и неоказании помощи сербам во время операции «Буря».
Вскоре Томислав Карагеоргиевич серьёзно заболел, и ему предложили пройти лечение за границей. Но с 24 марта 1999 года шла бомбардировка НАТО территории Югославии, и больной принц Томислав наотрез отказался выезжать за границу, предпочтя пережить бомбардировку и морально поддержать соотечественников. 12 июля 2000 года после продолжительной болезни он скончался (по юлианскому календарю — в день святых Петра и Павла, покровителей Карагеоргиевичей). Он был похоронен в семейном склепе на Опленаце. На похоронах присутствовало несколько тысяч человек.

## Личная жизнь
Первым браком Томислав Карагеоргиевич сочетался с принцессой Маргаритой Баденской в Залеме (Баден-Вюртемберг) 5 июня 1957 года. Они развелись в 1981 году. В браке родились двое детей:
- Принц Никола (родился 15 марта 1958 года в Лондоне). Женат на Лилияне Лицанин (родилась 12 декабря 1957 года в Земуне, СР Сербия, СФРЮ). Брак заключён 30 августа 1992 года в Дании.
  - Принцесса Мария (родилась 31 августа 1993 года в Белграде), дочь Николы и Лилияны.
- Принцесса Катарина (родилась 28 ноября 1959 года в Лондоне). Состояла в браке с сэром Дезмондом де Сильва (родился 13 декабря 1939 года). Работает в сфере общественных отношений[7][8]. В разводе в настоящий момент.
  - Виктория Мари Эсме Маргарита де Сильва (родилась 6 сентября 1991 года), дочь Катарины и Дезмонда.

Вторым браком Томислав Карагеоргиевич сочетался с Линдой Мэри Бонней (родилась 22 июня 1949 года в Лондоне). В браке родились двое детей:
- Принц Георгий (родился 25 мая 1984 года в Лондоне). В браке с Фэллон Рэйман (родилась 5 сентября 1995 года в Гилдфорде, Суррей). Брак заключён 5 июля 2016 года в Гретна-Грин.
- Принц Михаил (родился 15 декабря 1985 года в Лондоне). В браке с Любицей Любисавлевич (родилась в Белграде). Брак заключён 23 октября 2016 года в Опленаце[9][10].
  - Принцесса Наталья (родилась 26 декабря 2018 года в Белграде),
  - Принцесса Исидора (родилась 17 мая 2022 года в Белграде)[11].

## Титулы
- 19 января 1928 — 9 октября 1934: Его Королевское Высочество принц Томислав Югославский
- 9 октября 1934 — 17 июля 1945: Его Королевское Высочество принц Томислав, наследный принц Югославии
- 17 июля 1945 — 3 ноября 1970: Его Королевское Высочество принц Томислав Югославский
- 3 ноября 1970 — 5 февраля 1980: Его Королевское Высочество принц Томислав, наследный принц Югославии
- 5 февраля 1980 — 12 июля 2000: Его Королевское Высочество принц Томислав Югославский

## Награды

### Югославские
- Дом Карагеоргиевичей: Большой крест Королевского ордена Звезды Карагеоргия[12][13][14][15]
- Дом Карагеоргиевичей: Рыцарь-командор Королевского ордена Белого орла[13]
- Дом Карагеоргиевичей: Большой крест Королевского ордена Святого Саввы[13][15]
- Дом Карагеоргиевичей: Рыцарь-командор Королевского ордена Югославской короны[13]
- Дом Карагеоргиевичей: Кавалер Королевской медали Воинских заслуг[13]

### Иностранные
- Великобритания: Бейлиф Ордена Святого Иоанна[13][15]